# 沖繩縣綜合運動公園陸上競技場
沖繩縣綜合運動公園陸上競技場（日语：沖縄県総合運動公園陸上競技場）是位於日本沖繩縣沖繩市沖繩縣綜合運動公園內的一座綜合運動場，也是日本職業足球乙級聯賽球隊琉球足球會（FC琉球）的主場。運動場由沖繩縣政府擁有，TrusTec（株式会社トラステック）及美津濃合營企業為指定的營運管理方。2018年（平成30年）6月26日起，根據冠名權協議更名為「Tapic縣綜比屋根運動場」（日语：タピック県総ひやごんスタジアム）。

## 概要
1987年（昭和62年），為了舉辦第42屆國民體育大會而特地建設，並作為大會主場館。此後亦用作舉行沖繩縣的運動會、足球、欖球等賽事。
由於沖繩縣內欠缺規模符合加盟日本職業足球聯賽（J.League）要求的足球場（固定座席下限為：J3—5,000人、J2—10,000人、J1—15,000人），而且運動場落成已25年，設施和維護也顯得殘舊落後，加上FC琉球計劃升格J.League，因此縣政府決定翻修運動場。翻修工程於2014年（平成26年）6月動工 ，總投資35億日元（約9.8億圓新台幣）。2015年（平成27年）2月翻修工程完成，主看台改為全座席、東看台和北看台的前半部份也由原本的草地席更改為座席。總容納人數為10,126人。另外，南看台後方設置了大型螢光幕，又豎立四座LED泛光燈塔（1,500勒克斯）。

## 設施概要
- 竣工年份：1987年（昭和62年）3月
- 運動場面積：43,656m2[4]
- 客納人數：15,000人（當中座椅席10,126席，J.League入場人數為10,189人[6]）
  - 主看台、東看台、北看台前半部份為座席，北看台前半部份和南看台則為草地席。（2014年翻修前僅主看台設座席，其餘均為草地席。）[3]
- 大型螢光幕（LED，7.68米 x 14.08米）[3]
- 日本陸上競技聯盟第1種公認
- 400米跑道，共8走道（全天候型）
- LED泛光燈塔4座[3]
- 付屬設施－補助競技場（400米跑道，共6走道；100米直線跑道，共8走道（全天候型））
- 周邊設施－球技場、網球場、室内運動場、體育館等

## 舉行賽事／活動

### 陸上競技
- 沖繩馬拉松
- 中部Trim半馬拉松（2015年前為中部Trim馬拉松）
- 日本中學校體育聯盟（中體聯）、全國高等學校體育聯盟（高體聯）、縣陸上競技聯盟等各種運動會

### 足球
- FC琉球主場
- 2001年J2第37節－鳥栖沙岩對甲府風林賽事
  - 此為首次在沖繩縣內進行的J.League正式比賽。
- 九州足球聯賽賽事
- 天皇杯縣預選決賽

### 其他
- 1987年（昭和62年）：第42屆國民體育大會（海邦國體）
- 2010年：平成22年度全國高等學校綜合體育大會（美麗之島沖繩綜體2010）
- 2019年：令和元年度全國高等學校綜合體育大會（感動無限大南部九州綜體2019）

## 命名權
沖縄縣政府於2018年4月26日起為運動場展開為期1個月間的命名權招標，主要辦事處設於沖繩市、經營沖繩康復醫院的醫療集團Tapic（日语：タピック）取得命名權，運動場因而改名為「Tapic縣綜比屋根運動場」（日语：タピック県総ひやごんスタジアム），由同年6月26日起為期1年9個月，每年費用388萬日元。日文原名中的來自運動場的所在地—沖繩市比屋根。

## 相片集

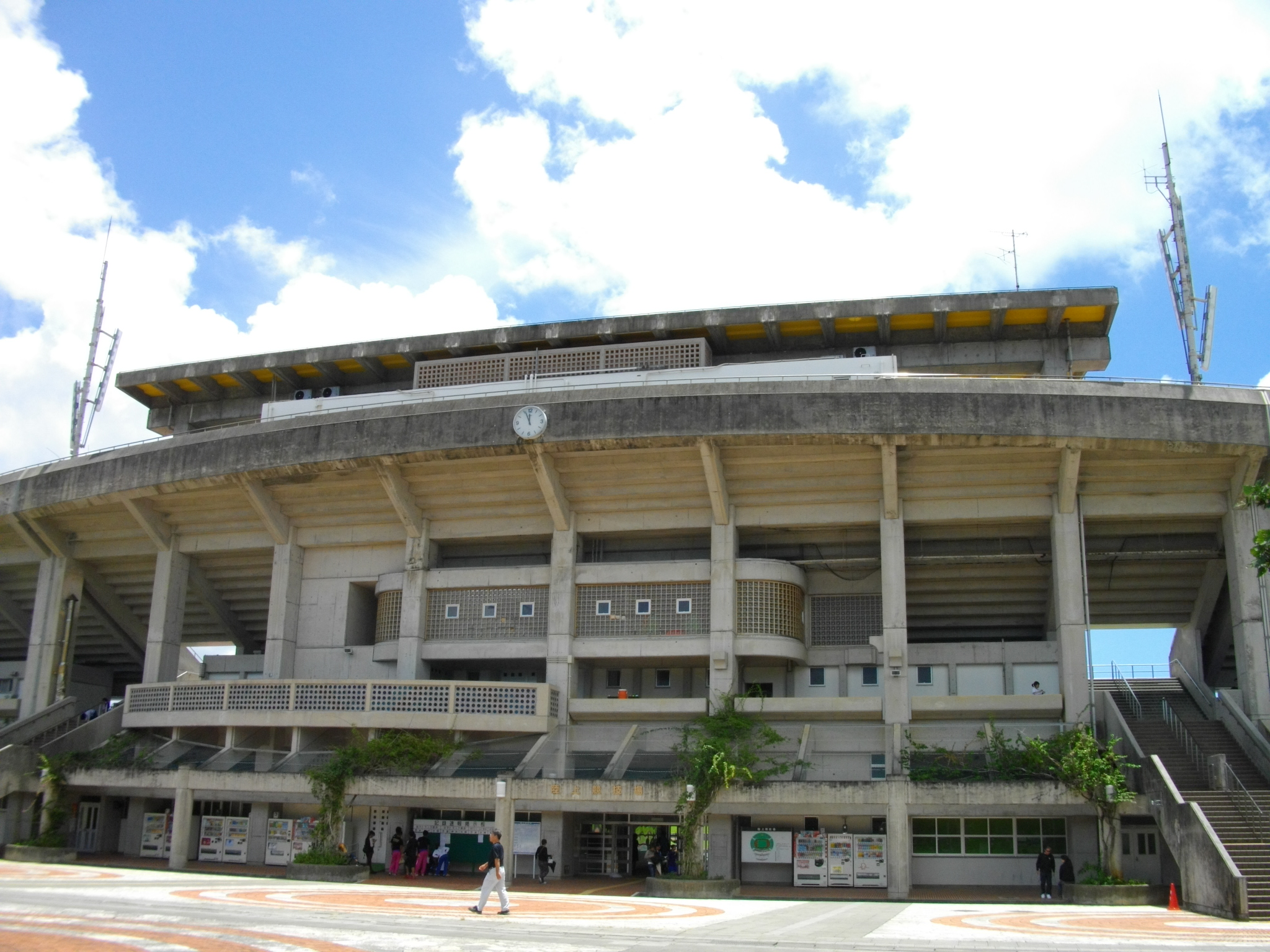
翻修前的運動場外觀
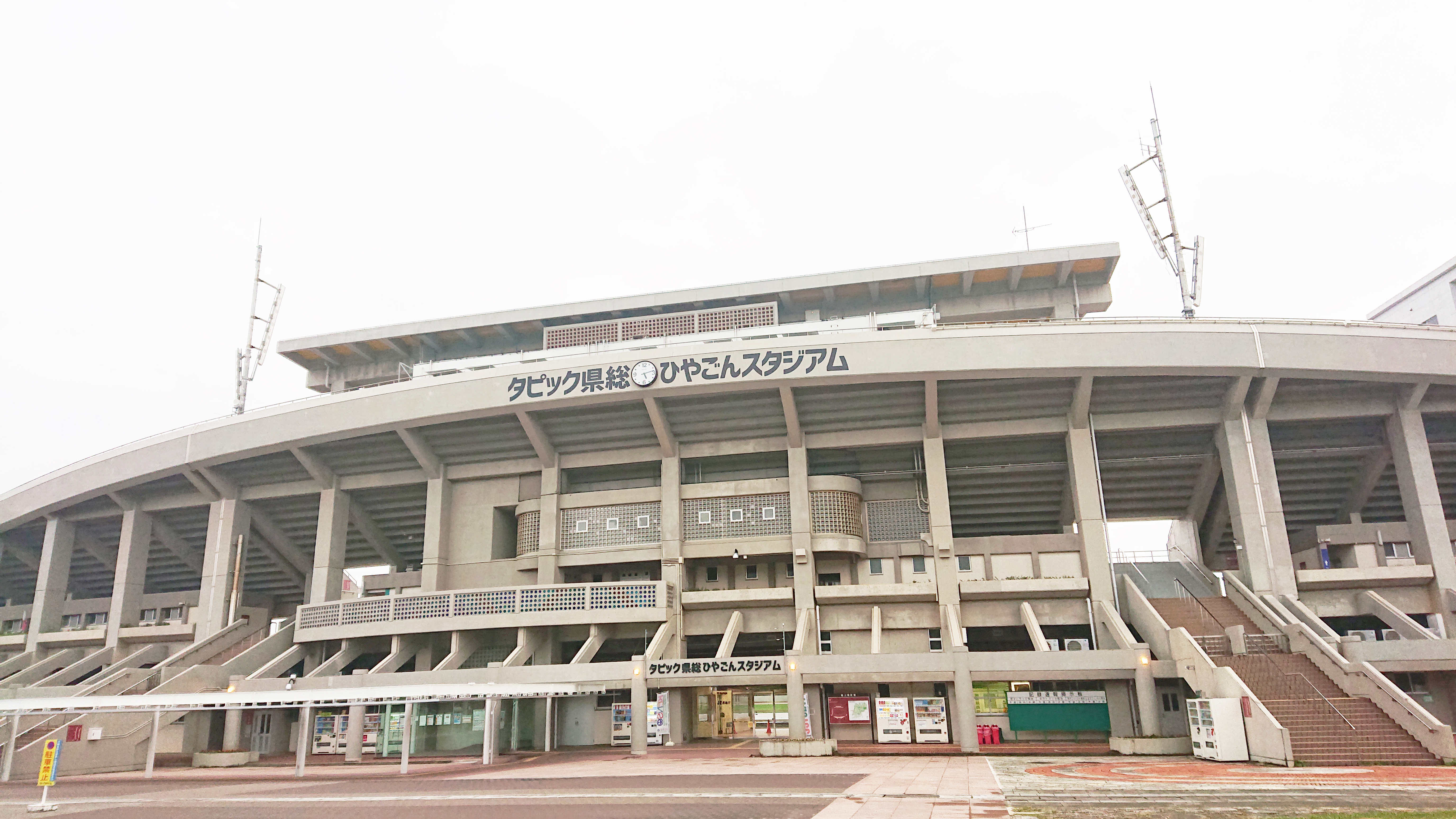
翻修及獲冠名後的運動場外觀
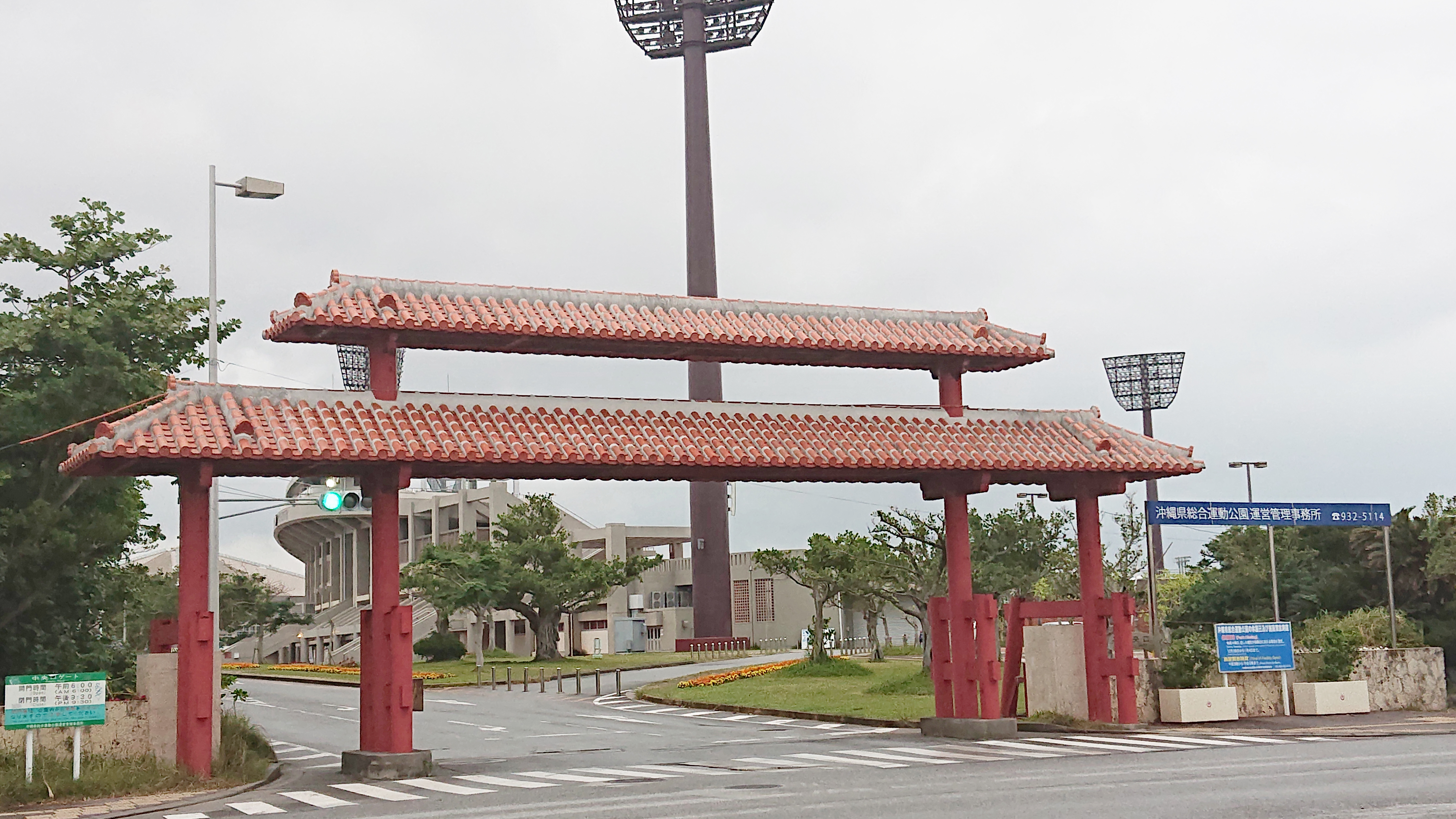
運動場正門
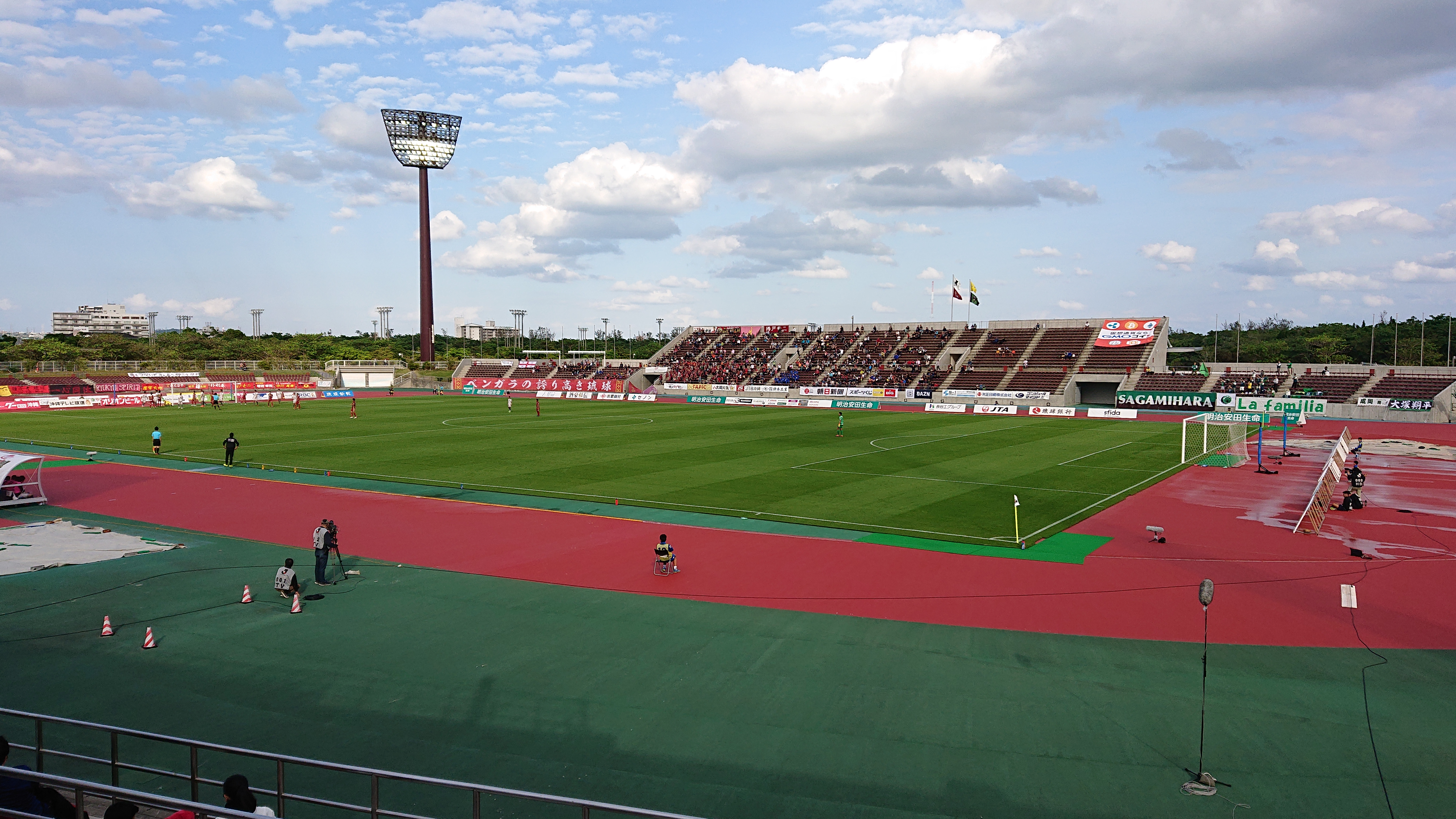
主看台望向球場和東看台
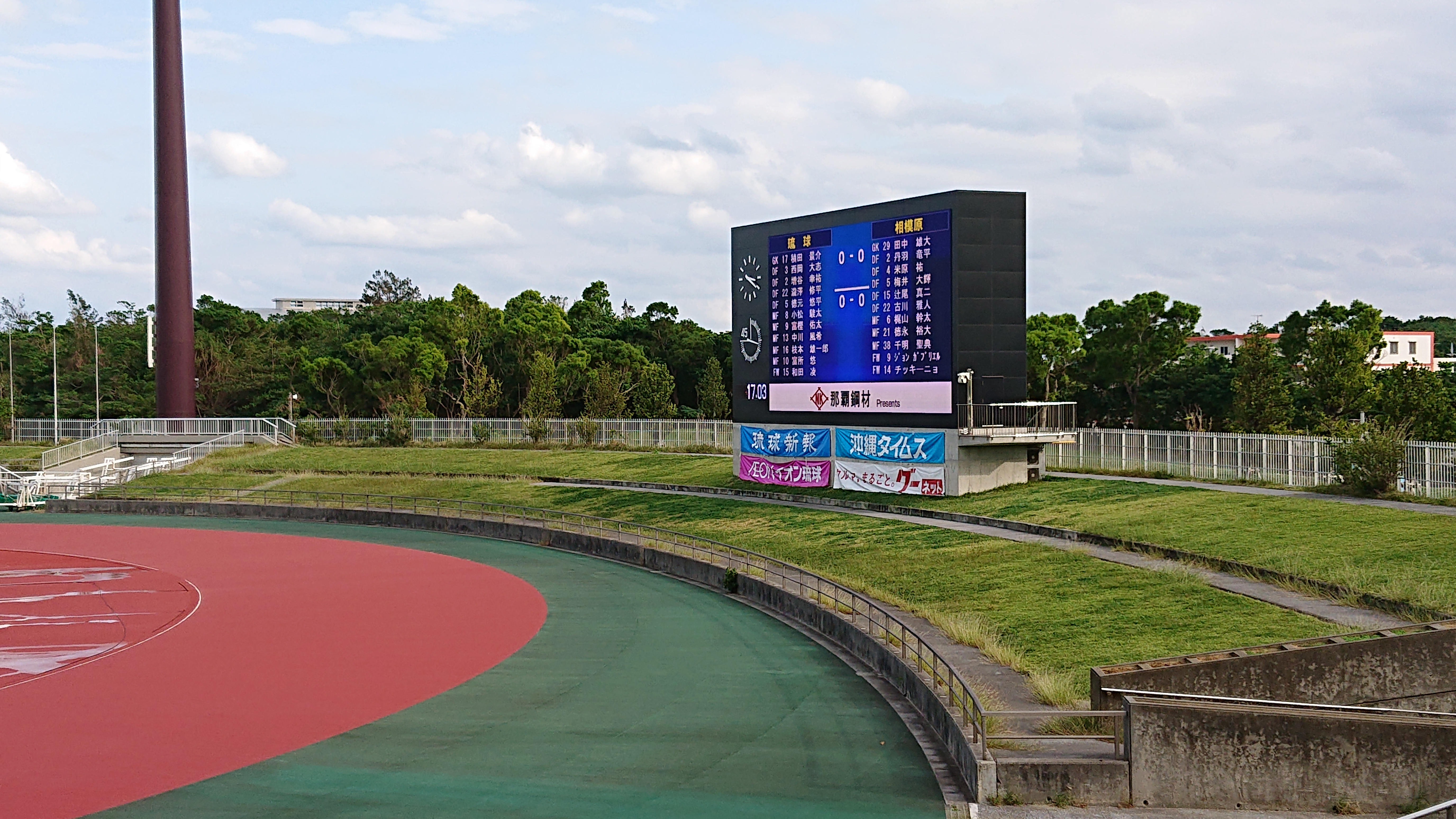
大型螢光幕和南看台（草地席）
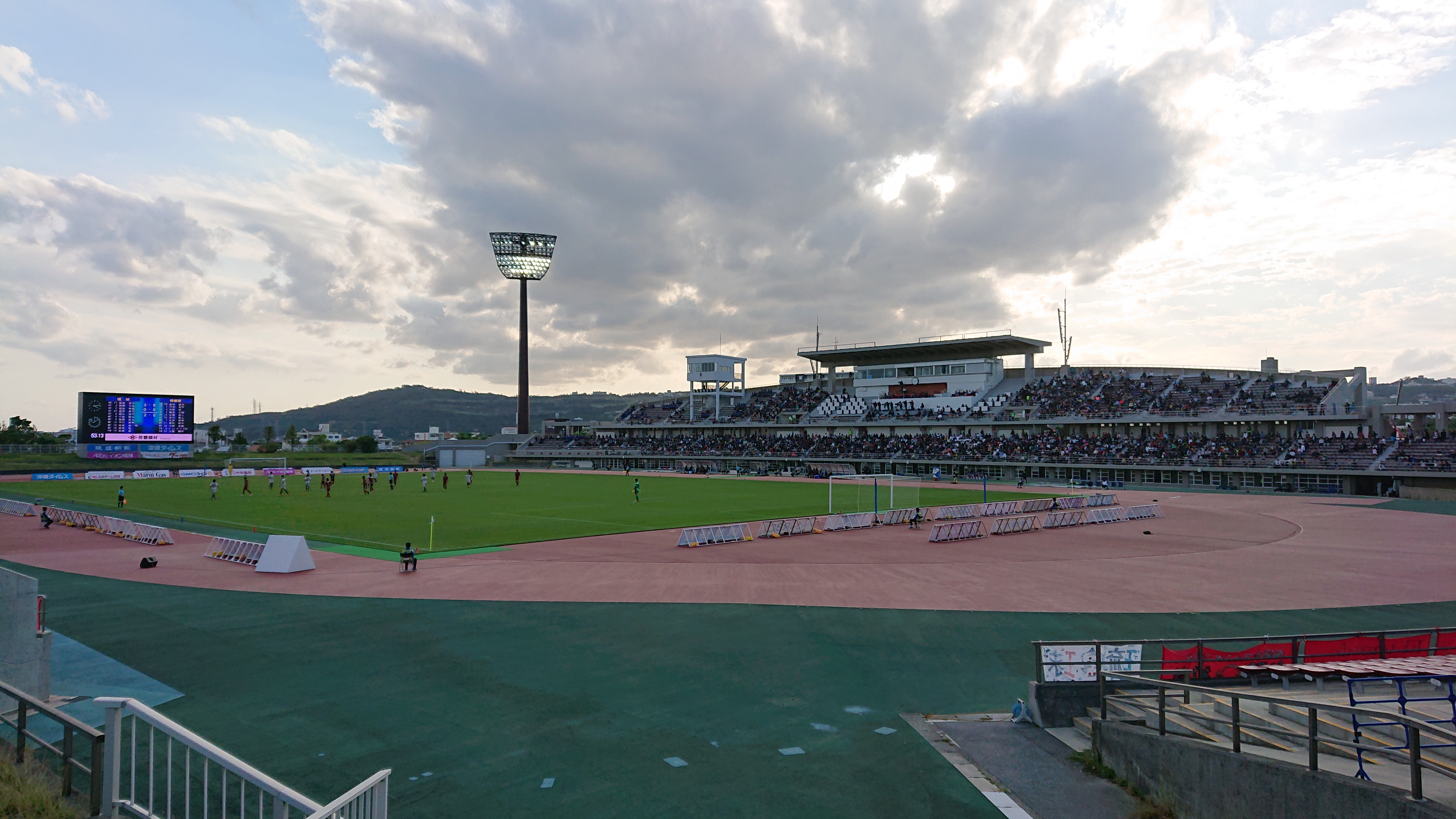
北看台望向球場和主看台
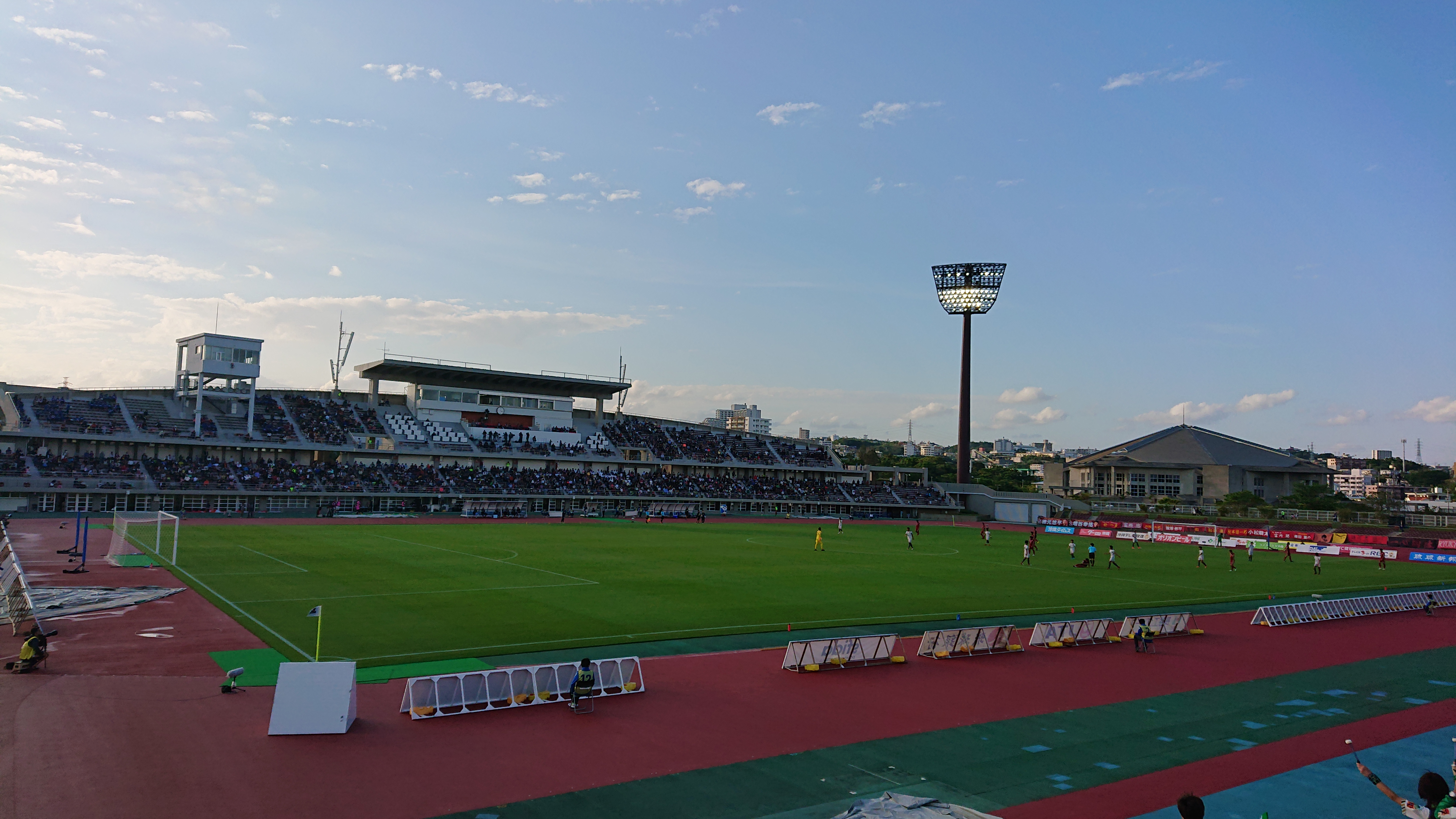
東看台望向球場和主看台
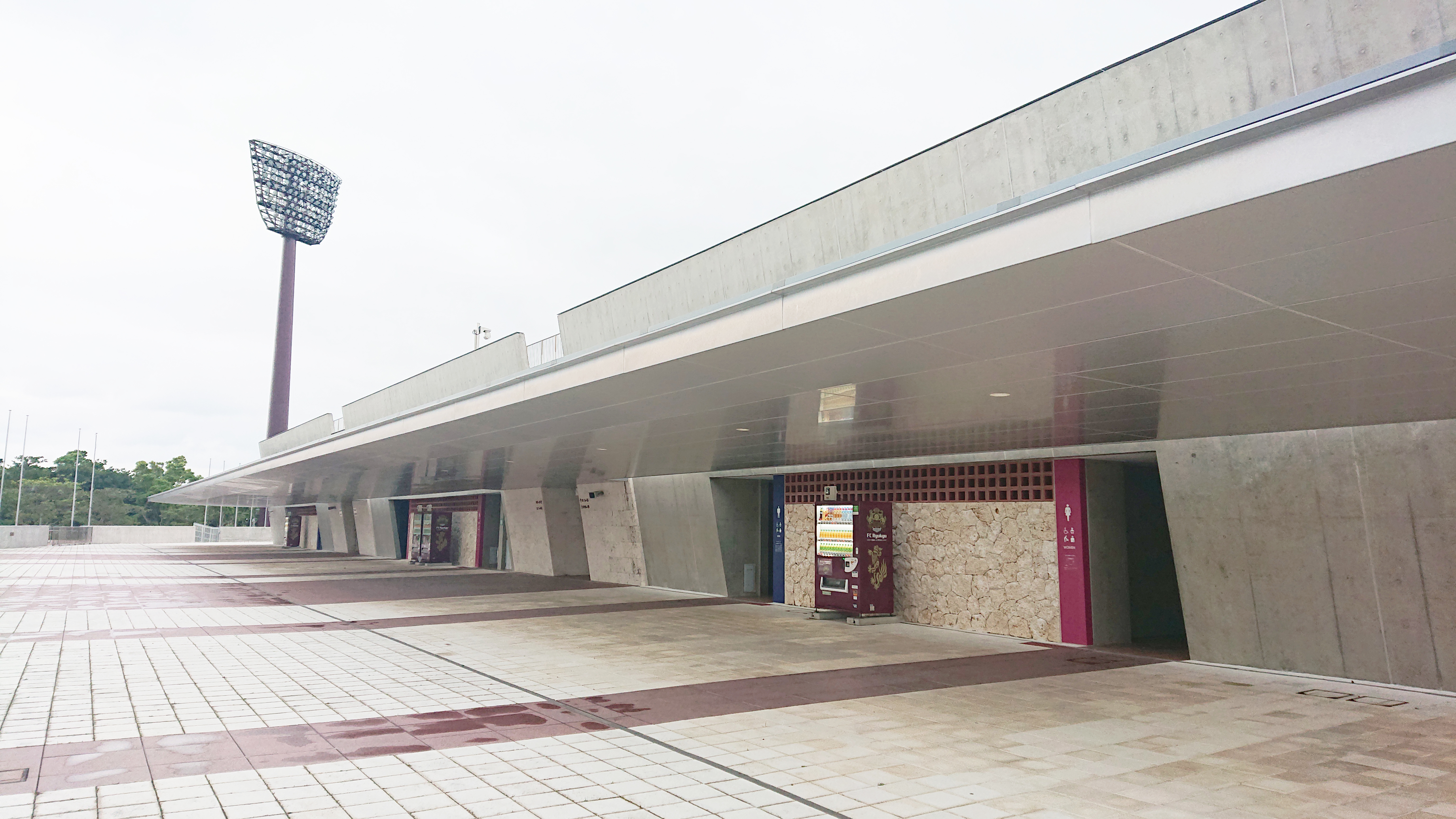
東看台入口
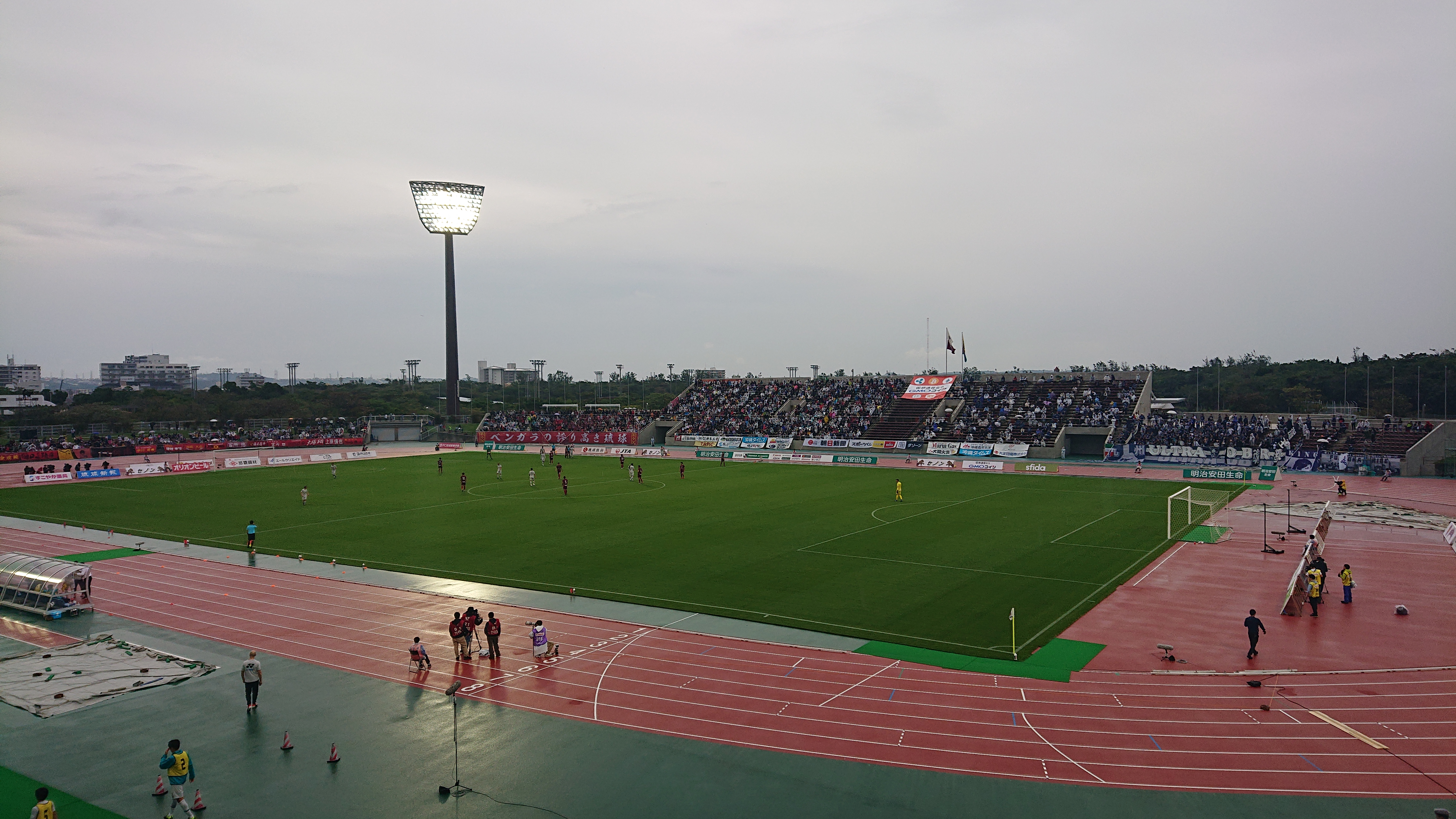
2019年明治安田生命J2聯賽第1節FC琉球主場迎戰福岡黃蜂

## 外部鏈結
- 沖繩縣綜合運動公園 （页面存档备份，存于）
  - 沖繩縣綜合運動公園陸上競技場 （页面存档备份，存于）

26°18′31″N 127°49′16″E / 26.308612°N 127.820993°E